# キア・テルライド
テルライド（英：Telluride）は、韓国のKIAが製造・販売しているSUVである。

## 初代 (2019年-)
2016年1月、デトロイトモーターショーにおいてコンセプトカー「テルライド（ Telluride）」を初公開した。
2019年4月、ボレゴ（モハベ）の後継車として北米市場で発売を開始。韓国ではモハベが改良を受けながら継続販売されているため、投入されない。